# Fillýra
Fillýra är en kommunhuvudort i Grekland.   Den ligger i prefekturen Nomós Rodópis och regionen Östra Makedonien och Thrakien, i den nordöstra delen av landet, 400 km norr om huvudstaden Aten. Fillýra ligger 75 meter över havet och antalet invånare är 1 041.
Terrängen runt Fillýra är platt åt sydväst, men åt nordost är den kuperad. Runt Fillýra är det ganska glesbefolkat, med 28 invånare per kvadratkilometer. Närmaste större samhälle är Komotini, 19,1 km väster om Fillýra. Trakten runt Fillýra består till största delen av jordbruksmark.